# ゴールデンラズベリー賞 名誉挽回賞
ゴールデンラズベリー賞 名誉挽回賞（The Razzie Redeemer Award、ラジー・リディーマー賞）は、ゴールデンラズベリー賞（ラジー賞）の賞の一つ。過去にラジー賞において酷評された人物で、その年のアカデミー賞ノミネートなど著しい功績を挙げて名誉挽回を成した者に贈られる。最低の映画作品を選考するラジー賞にあって特殊な賞である。2014年（第35回）に新設された。

## 歴代受賞者とノミネート者

### 2010年代
| 年度（回）                          | 受賞者                                                                                   | 過去の評価                                                                                 | 功績 |
| ----------------------------------- | ---------------------------------------------------------------------------------------- | ------------------------------------------------------------------------------------------ | ---- |
| 2014年度 (第35回)                   |                                                                                          |                                                                                            |      |
| ベン・アフレック                    | ラジー賞に何度も選出される『ジーリ』の受賞                                               | 『アルゴ』のオスカー受賞及び『ゴーン・ガール』の高評価                                     |      |
| ジェニファー・アニストン            | 4回のラジー賞ノミネート                                                                  | "Cake" の全米映画俳優組合賞ノミネート                                                      |      |
| マイク・マイヤーズ                  | 『愛の伝道師 ラブ・グル』の受賞                                                          | 『スーパーメンチ -時代をプロデュースした男!-』の高い評価                                   |      |
| キアヌ・リーブス                    | 6回のラジー賞ノミネート                                                                  | 『ジョン・ウィック』の高い評価                                                             |      |
| クリステン・スチュワート            | 『トワイライト・サーガ』の受賞                                                           | 『キャンプ・エックスレイ』のヒット                                                         |      |
| 2015年度 (第36回)                   |                                                                                          |                                                                                            |      |
| シルヴェスター・スタローン          | 全期間を通してラジー賞におけるチャンピオン                                               | 『クリード チャンプを継ぐ男』のアカデミー賞ノミネート                                      |      |
| エリザベス・バンクス                | 『ムービー43』の監督賞受賞                                                               | 『ピッチ・パーフェクト2』のヒット                                                          |      |
| M・ナイト・シャマラン               | ラジー賞の常連受賞者                                                                     | 『ヴィジット』のヒット                                                                     |      |
| ウィル・スミス                      | 『アフター・アース』の受賞                                                               | 『コンカッション』                                                                         |      |
| 2016年度 (第37回)                   |                                                                                          |                                                                                            |      |
| メル・ギブソン                      | 『エクスペンダブルズ3 ワールドミッション』の助演男優賞受賞                               | 『ハクソー・リッジ』の監督                                                                 |      |
| 2017年度 (第38回)                   |                                                                                          |                                                                                            |      |
| 安全なハリウッドの聖域              | ラジー賞には相応しく、アーティストに相応しくない歴史                                     | 才能が保護・育成され、適切な報酬による活躍が可能な場所                                     |      |
| 2018年度 (第39回)                   |                                                                                          |                                                                                            |      |
| メリッサ・マッカーシー              | 複数のラジー賞に気に入られた者                                                           | 『ある女流作家の罪と罰』のアカデミー主演女優賞ノミネート                                   |      |
| ピーター・ファレリー                | 『ムービー43』の共同監督の一人や 『ジム・キャリーはMr.ダマー』などのラジー賞の常連として | 『グリーンブック』の監督兼共同脚本家の一人として                                           |      |
| タイラー・ペリー                    | 複数のラジー賞ノミネート歴とマダダ（en:Madea）の罠における自称勝者                       | コリン・パウエルを演じた『バイス』の、アカデミー賞やゴールデングローブ賞のノミネートや受賞 |      |
| トランスフォーマーシリーズ          | ラジー賞を狙ったかのように積み上がったこれまでの受賞歴                                   | 『バンブルビー』における無邪気で愛らしい3次元アプローチ                                    |      |
| ソニー・ピクチャーズ アニメーション | 『絵文字の国のジーン』の重複受賞                                                         | 『スパイダーマン:スパイダーバース』の批評家・観客からの高い評価                            |      |
| 2019年度 (第40回)                   |                                                                                          |                                                                                            |      |
| エディ・マーフィ                    | 2010年度の2000年代最低男優賞                                                             | 『ルディ・レイ・ムーア』                                                                   |      |
| ジェニファー・ロペス                | 10回のラジー賞ノミネート（2010年度の2000年代最低女優賞含む） 2回のラジー賞受賞           | 『ハスラーズ』                                                                             |      |
| キアヌ・リーブス                    | 6回のラジー賞ノミネート                                                                  | 『ジョン・ウィック:パラベラム』および『トイ・ストーリー4』                                 |      |
| アダム・サンドラー                  | 9回のラジー賞受賞（2年連続受賞含む）                                                     | 『アンカット・ダイヤモンド』                                                               |      |
| ウィル・スミス                      | 4回のラジー賞受賞                                                                        | 『アラジン』                                                                               |      |

### 2020年代
2020年度（第41回）は選出なし
| 年度（回）             | 受賞者                                                                  | 過去の評価                                                                                | 功績 |
| ---------------------- | ----------------------------------------------------------------------- | ----------------------------------------------------------------------------------------- | ---- |
| 2021年度 (第42回)      |                                                                         |                                                                                           |      |
| ウィル・スミス         | 4回のラジー賞受賞                                                       | 『ドリームプラン』                                                                        |      |
| ジェイミー・ドーナン   | フィフティ・シェイズシリーズ                                            | 『ベルファスト』                                                                          |      |
| ニコラス・ケイジ       | 9回のラジー賞ノミネート                                                 | 『ピッグ』                                                                                |      |
| 2022年度 (第43回)      |                                                                         |                                                                                           |      |
| コリン・ファレル       | 『アレキサンダー』での最低主演男優賞ノミネート                          | 『イニシェリン島の精霊』のアカデミー主演男優賞ノミネート                                  |      |
| ヴァル・キルマー       | 『D.N.A./ドクター・モローの島』                                         | 『ヴァル』                                                                                |      |
| マーク・ウォールバーグ | 『トランスフォーマー/最後の騎士王』                                     | 『ファーザー・スチュー 闘い続けた男』                                                     |      |
| 2023年度 (第44回)      |                                                                         |                                                                                           |      |
| フラン・ドレシャー     | 『美容師と野獣』での最低主演女優賞ノミネート                            | 全米映画俳優組合（SAG-AFTRA）代表として、2023年の長期ストライキを成功に導いたことに対して |      |
| 2024年度 (第45回)      |                                                                         |                                                                                           |      |
| パメラ・アンダーソン   | 『バーブ・ワイヤー/ブロンド美女戦記』での最低新人賞受賞、複数ノミネート | 『The Last Showgirl』                                                                     |      |
| デミ・ムーア           | 9回のラジー賞ノミネート、うち4回受賞                                    | 『サブスタンス』                                                                          |      |
| ミーガン・フォックス   | 9回のラジー賞ノミネート、うち3回受賞                                    | 『Subservience』                                                                          |      |